# James Stuart Blackton
James Stuart Blackton (Sheffield, Yorkshire, Inglaterra, 5 de agosto de 1875-Hollywood, California, Estados Unidos, 13 de agosto de 1941), más conocido como J. Stuart Blackton, fue un productor y director de películas mudas. Es considerado el padre de la animación estadounidense, y fundó los Vitagraph Studios. En sus películas usaba tanto la técnica stop-motion como los dibujos animados.
Fue el autor de Humorous Phases of Funny Faces, la primera película de dibujos animados cinematográfico sobre soporte argéntico (el francés Émile Reynaud es el creador del primer dibujo animado cinematográfico sobre soporte no argéntico, 1892), que se proyectó en 1906 con una duración de 3 minutos.

## Biografía

### Primeros años
J. Stuart Blackton nació en Sheffield, Yorkshire, Inglaterra. Cuando tenía 10 años, Blackton y su familia emigraron a Nueva York. Trabajó como reportero e ilustrador para el periódico New York World. Descubrió el cine a través de Thomas Edison y a través del Quinetoscopio.

### Inicios en su carrera
En 1896, Thomas Edison mostró públicamente el Vitascopio, uno de los primeros proyectores de películas. Blackton fue enviado para entrevistar a Edison, que llevó a Blackton a "Black Maria", dónde Edison solía filmar, y creó una película en la que Blackton aparecía haciendo un retrato rápido de Edison. El inventor hizo un buen trabajo vendiendo el arte de crear películas y habló con Blackton y Albert E. Smith de la compra de una copia de su nueva película, así como de otras nueve películas, y de un Vitascopio para mostrárselas al público que pagaba por verlas.
Esta idea tuvo mucho éxito, a pesar de los proyectos que iban haciendo Blackton y Smith entre las películas de Edison. El siguiente paso era empezar a realizar sus propias películas. De este modo, Blackton junto a Smith y Ronald A. Reader, formaron una asociación para hacer vodevil. Smith se llamaba a sí mismo un "Komikal Konjurer", Blackton se llamaba a sí mismo el "Komikal Kartoonist", y Reader operaba una primera versión de un proyector llamado la linterna mágica.

### Carrera profesional
Durante este período, Blackton no sólo controlaba los Vitagraph Studios, también producía, dirigía, escribía, incluso protagonizaba sus películas (entre 1900 y 1903, realizó una quincena de películas que cuenta las aventuras de Happy Hooligan). Como los beneficios iban aumentando, Blakton sintió que podría intentar crear cualquier idea que le viniese a la cabeza. Así, en una serie de películas, desarrolló los conceptos de la animación.
Blackton y Smith produjeron The Enchanted Drawing, con fecha de derechos de autor en 1900 pero probablemente realizada un año antes. En esta película, Blackton aparece dibujando el rostro de un hombre, junto a una botella de vino y cigarros. La técnica utilizada es el stop-motion (la cámara se para, se realiza un cambio en el dibujo y se reanuda la grabación), usada primero por Meliès.
La transición al stop-motion ocurrió alrededor de 1905. Según Albert Smith, un día el equipo estaba filmando una serie compleja de stop-motion sobre una azotea mientras el vapor del generador del edificio ondeaba en el fondo. Al ver la película después, Smith notó el extraño efecto creado por los soplos de vapor a través de la pantalla y decidió reproducirlo deliberadamente. Estas películas (algunas de las cuales se han perdido) usan este efecto para representar a fantasmas invisibles o juguetes que cobran vida. En 1906, Blackton dirigió Humorous Phases of Funny Faces, que utiliza la técnica del stop-motion así como el arte de los títeres para producir una serie de efectos. La película emplea mayormente efectos de acción en vivo en vez de la animación, sin embargo tuvo un enorme efecto en la estimulación de la creación de películas animadas en América. En Europa, el mismo efecto fue causado por The Haunted Hotel (1907), otro corto de los Vitagraph Studios dirigido por Blackton que trata sobre un turista que pasa la noche en una posada controlada por espíritus invisibles. La mayor parte de los efectos son también acción en vivo, pero una de las escena se realizó con stop-motion, y fue presentada en un primer plano que permitió a los animadores principiantes estudiarlo como una técnica.
Blackton hizo otra película animada que ha sobrevivido, Lightning Sketches (1907), pero no tiene nada que añadir al arte de animación. En 1908 hizo la primera versión americana en película de Romeo y Julieta, filmada en el Central Park de Nueva York y The Thieving Hand, filmada en Flatbush, Brooklyn. En 1909, se dejó absorber por el negocio de los Vitagraph Studios y dejó de tener tiempo para filmar películas.
Stuart Blackton creyó que los Estados Unidos deberían unirse a los Aliados de la Primera Guerra Mundial y en 1915 produjo The Battle Cry of Peace. El presidente Theodore Roosevelt era uno de los seguidores de la película y convenció a Leonard Wood para prestar a Blackton un regimiento entero de marines para que fuesen extras. Una vez estrenada, la película generó controversia rivalizando con El nacimiento de una nación porque fue considerada propaganda militarista.
Blackton dejó los Vitagraph Studios para seguir trabajando independiente en 1917, pero volvió en 1923 como socio de Albert Smith. En 1926, la Warner Bros absorbe los Vitagraph Studios. Este hecho marca el fin de la carrera de Blackton, que en 1929 quedó arruinado. Pasó sus últimos años mostrando sus viejas películas y hablando sobre los días de las películas mudas.

### Vida personal
En 1890 contrajo matrimonio con Isabelle Mabel MacArthur y tuvieron dos hijos, J. Stuart Blackton Jr. (1897-1968) y Marian Blackton Trimble (1901-1993). En 1906 se divorciaron.
En 1906 se casó con la actriz Paula Hilburn, con quien volvió a tener dos hijos, Violet Virginia Blackton (1910–1965) y Charles Stuart Blackton (1914–2007), ambos se convirtieron en actores de cine. Su hija Violet se casó con el escritor Cornell Woolrich en 1930, pero en 1933 se divorciaron. En 1930 Paula falleció.
En 1931 contrajo matrimonio con la física Helen Stahle, que falleció en 1933.
Blackton volvió a casarse en 1936 con Evangeline Russell de Rippeteau.
El 13 de agosto de 1941, Blackton falleció en un accidente de carretera dónde sufrió varias lesiones al ser golpeado por un automóvil al cruzar la calle con su hijo. Sus cenizas fueron depositadas el Forest Law Memorial en Glendale, California.

## Filmografía seleccionada
- Tearing Down the Spanish Flag (1898)
- The Humpty Dumpty Circus (1898)
- The Enchanted Drawing (1900)
- Humorous Phases of Funny Faces (1906)
- The Automobile Thieves (1906)
- A Curious Dream (1907)
- The Thieving Hand (1908)
- Macbeth (1908)
- Romeo and Juliet (1908)
- Antony and Cleopatra (1908)
- Oliver Twist (1909)
- Princess Nicotine; or, The Smoke Fairy (1909)
- Les Misérables (1909)
- A Midsummer Night's Dream (1909)
- A Tale of Two Cities (1911)
- Ivanhoe (1911)[5]
- Richard III (1912)
- The Battle Cry of Peace (1915)
- The Judgement House (1917)
- Life's Greatest Problem (1918)
- The Glorious Adventure (1922)
- The Virgin Queen (1923)
- On the Banks of the Wabash (1923)
- Between Friends (1924)
- Bride of the Storm (1926)
- The American (1927)

## Media

Humorous Phases of Funny Faces (1906), considerada una de las primeras películas de animación después de la película de Émile Reynaud (1892)